# Dicladispa testacea
Dicladispa testacea es una especie de insecto coleóptero de la familia Chrysomelidae, distribuida por la Europa mediterránea.
Fue descrita científicamente en 1767 por Carolus Linnaeus.